# Universidade Zambeze
A Universidade Zambeze (UniZambeze) é uma instituição pública de ensino superior, mantida pelo governo de Moçambique. Tem sua reitoria instalada na cidade da Beira, província de Sofala. 
Sua área de actuação primaz é nas províncias de Sofala, Manica, Tete e Zambézia.

## Histórico
A UniZambeze foi criada por meio do Decreto do Conselho de Ministros nº 77/2007, de 18 de dezembro, com sede na Cidade da Beira, e iniciou as suas actividades em 16 de março de 2009.

## Estrutura
A universidade mantém os campi de Matacuane (em Beira), de Chimoio, de Tete, de Ulongué, de Marromeu e de Mocuba.
As Unidades Orgânicas de Ensino em funcionamento na UniZambeze são as seguintes:
- Faculdade de Ciências Sociais e Humanidades (FCSH) - Beira;
- Faculdade de Ciências e Tecnologia (FCT) - Beira;
- Faculdade de Engenharia Ambiental e dos Recursos Naturais (FEARN) - Chimoio;
- Faculdade de Ciências de Saúde (FCS) - Tete;
- Faculdade de Ciências Agrárias (FCA) - Úlongue;
- Faculdade de Engenharia Agronómica e Florestal (FEAF) - Mocuba

As Unidades Orgânicas de Pesquisa e Extensão em funcionamento na UniZambeze são as seguintes:
- Centro de Estudos, Inovação e Formação Avançada (CEIFA) - Beira;
- Centro de Tecnologias de Informação e Comunicação (CTIC) - Beira;
- Centro de Estudos de Doenças Tropicais e Biodiversidade (CEDBT) - Marromeu;

## Oferta Formativa
Para o ano de 2015 a UniZambeze oferece 26 cursos de licenciatura, entre os quais:
- Faculdade de Ciências e Tecnologia (FCT) - Beira:
  - Ciências Atuarias
  - Engenharia Civil
  - Engenharia Mecatrônica
  - Engenharia Eléctrica
  - Engenharia Informática
  - Engenharia de Processos
  - Arquitectura

- Faculdade de Ciências Sociais e Humanidades (FCSH) - Beira:
  - Contabilidade e Finanças
  - Direito
  - Economia
  - Gestão
  - Sociologia
  - Ciências da Comunicação

- Faculdade de Engenharia Ambiental e dos Recursos Naturais (FEARN) - Chimoio:
  - Engenharia Ambiental e dos Recursos Naturais
  - Engenharia de Desenvolvimento Rural
  - Engenharia Agrícola Ambiental
- Faculdade de Ciências de Saúde (FCS) - Tete:
  - Medicina
  - Medicina Dentária
  - Farmácia
  - Administração e Gestão Hospitalar
  - Nutriçao
- Faculdade de Ciências Agrárias (FCA) - Úlongue:
  - Engenharia Agro-pecuária
  - Engenharia Alimentar
- Faculdade de Engenharia Agronómica e Florestal (FEAF) - Mocuba:
  - Engenharia Agronômica
  - Engenharia Florestal
  - Engenharia Zootécnica
  - Economia Agrária
  - Administração Pública